# Bahnhof Oberweimar
Der Bahnhof Oberweimar im Weimarer Ortsteil Oberweimar liegt an der hier zweigleisigen Weimar-Geraer Bahn (auch „Holzlandbahn“ genannt) zwischen Weimar und Jena West–Göschwitz–Gera Hbf und ist nur noch ein Haltepunkt. Die Entfernung zum Stadtzentrum von Weimar beträgt etwa vier Kilometer.

## Geschichte
Die Weimar-Geraer Eisenbahn-Gesellschaft hatte den Bahnhof zur Streckeneröffnung im Jahre 1876 aus heute unbekannten Gründen noch nicht miteinbezogen. Auf zunehmendes Drängen der Gemeindebewohner der Orte Oberweimar und Ehringsdorf hin wurde dieser aber mit der Verstaatlichung der Bahnlinie im Jahre 1897 eingerichtet. Hierbei wurden am Bahnhof drei historische Gräber mit Beigaben entdeckt, unter anderem eine Spatha mit Bronzehutknauf und Bernsteinperlen. Die beiden Ortschaften wurden schließlich am 1. Oktober 1922 nach Weimar eingemeindet.

## Infrastruktur und Bedeutung

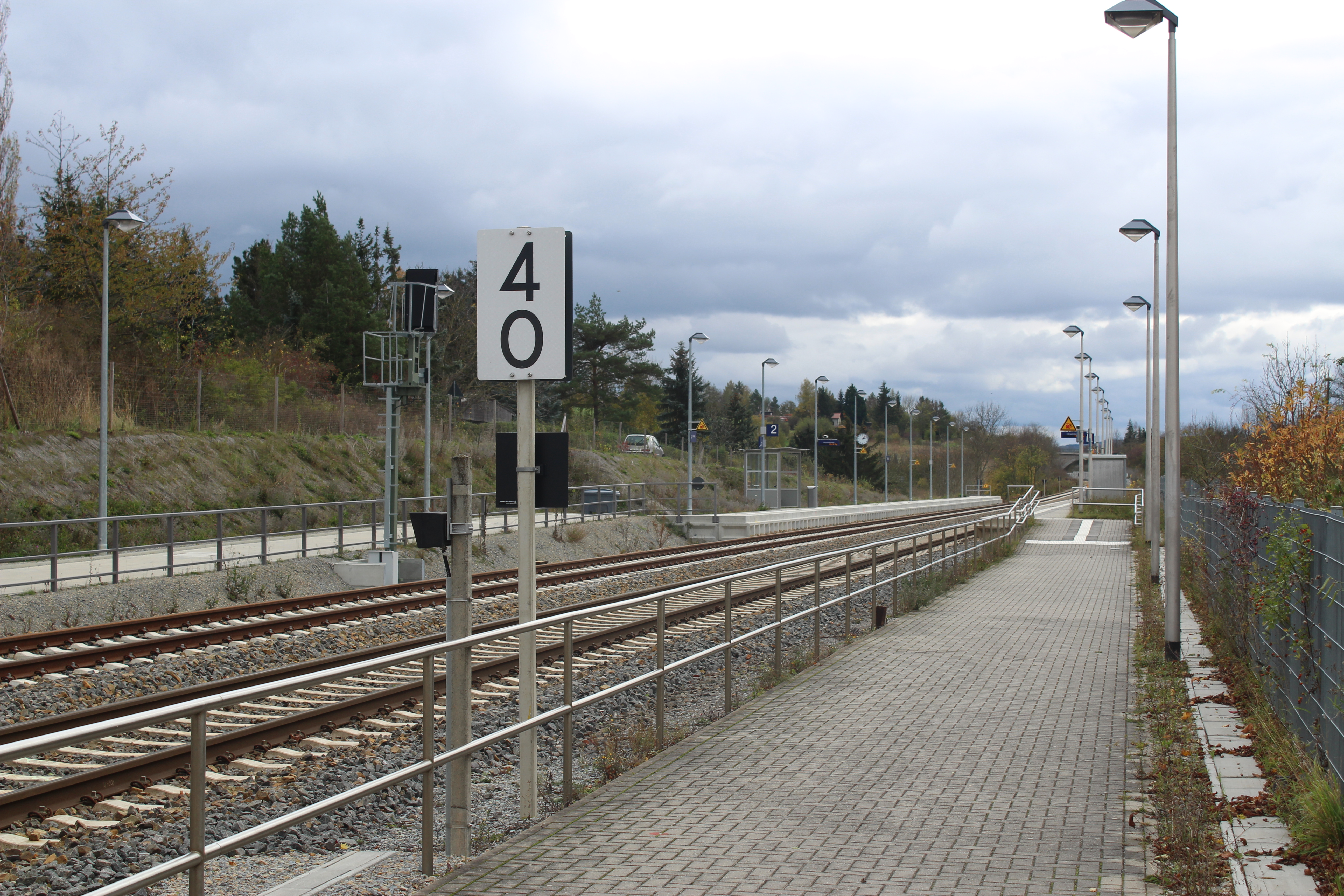
Bahnsteige (2017)

Die Deutsche Reichsbahn nutzte die Nebengleisanlagen des Bahnhofs später zum Abstellen von zur Eisenbahndirektion Erfurt gehörenden Bauzügen. Vom Bahnhof Oberweimar wurden zu keiner Zeit Militärtransporte der Sowjetarmee durchgeführt, diese wurden ausschließlich vom Güterbahnhof Weimar/Ettersburger Straße, am Hauptbahnhof, ausgeführt. In den 1950er/60er Jahren wurde über ein separates Anschlussgleis zum Umschlagbunker Kalk und Travertin von einer eigens dafür errichteten Seilbahn des Kalkwerkes Ehringsdorf in Eisenbahnwagen umgeladen (das Umschlaggebäude steht bis heute noch und auch einige wenige Meter Gleis davor sind noch vorhanden) und auch das in Oberweimar ansässige Unternehmen „EOW“ verlud in den 1960er und 1970er Jahren ihre Produktion auf dem Ladegleis in Wagen der Reichsbahn um.
Damals wurde Oberweimar als unselbstständiger, und ab Anfang der 2000er Jahre als unbesetzter Bahnhof geführt.
Im Jahr 1997 wurden bis auf ein Durchfahrgleis sämtliche Gleisanlagen entfernt, womit eine weitere Kreuzungsmöglichkeit auf der meist eingleisigen Strecke vernichtet wurde. Der Abbau beinhaltete auch die Einrichtungen des Güter- und Ladeverkehrs. Das mechanische Stellwerk wurde 2002 außer Betrieb genommen. 2016 wurde die Strecke aber durchgehend zweigleisig ausgebaut. 

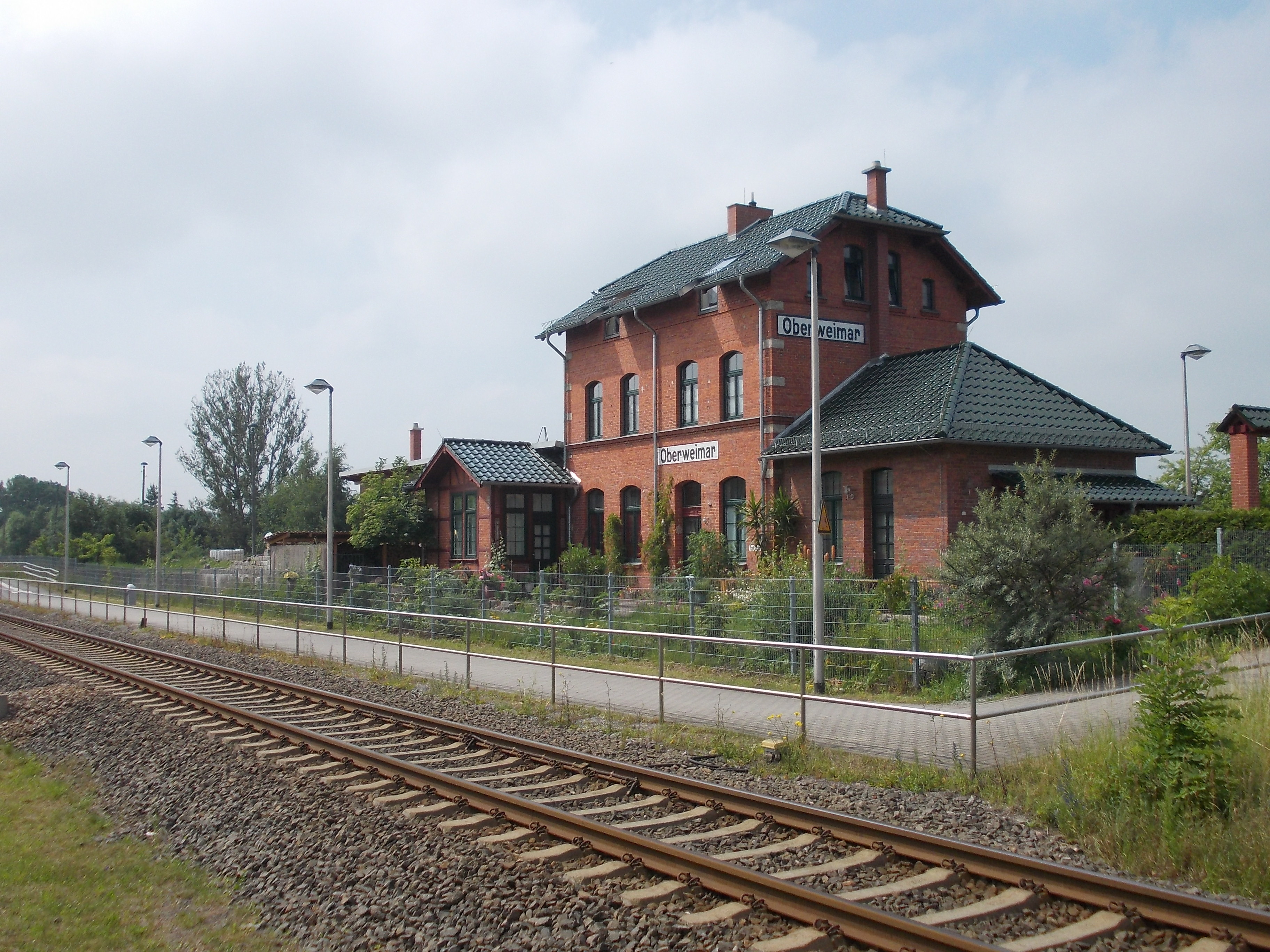
Empfangsgebäude (2013)

Der ältere Bahnsteig ist 110,85 Meter lang und 55 Zentimeter hoch und barrierefrei zu erreichen. Im Zuge des zweigleisigen Ausbaus zwischen Weimar und Gera erhielt auch der Bahnhof Oberweimar einen zweiten Bahnsteig, der Anfang September 2016 in Betrieb ging. Dieser ist 140 m lang.
Das traufständige Empfangsgebäude wurde aus Backsteinen errichtet und verfügt über zwei Hauptgeschosse und ein Dachgeschoss unter einem Krüppelwalmdach. Nördlich schließt ein einstöckiger Anbau mit Walmdach an, der über ein von hölzernen Stützen getragenes Vordach verfügt. Südlich befindet sich ein eingeschossiger Fachwerkbau mit Flachdach, der dem Güterverkehr diente. Das Empfangsgebäude befindet sich heute in Privatbesitz.

## Verkehr
Die Station Oberweimar wird jede Stunde vom Regionalverkehr der Linie RB 21 ((Erfurt –) Weimar – Oberweimar – Jena West – Jena-Göschwitz ( – Gera)) bedient. Dieser Regionalverkehr wird seit dem Fahrplanwechsel im Juni 2012 von der Erfurter Bahn durchgeführt.
Der Bahnhof Oberweimar ist über die Bahnhofstraße, die an die Taubacher Straße führt, an das Straßennetz Weimars angeknüpft.